# Kerodon rupestris
Скельна каві, по іншому моко (Kerodon rupestris) — вид гризунів родини Кавієвих що мешкає у східній Бразилії, від штату Піауї до північної частини штату Мінас-Жерайс, за винятком прибережних районів у сухих кам'янистих районах з низькою рослинністю. Притулок знаходить в ущелинах. Живиться листям.

## Зовнішня морфологія
Розміром така ж або трохи більша за домашню морську свинку (ймовірним предком якої вона й може бути). Довжина 30—40 см, вага до 1000 грамів. Верхня частина тіла вкрита, як правило, сірим хутром з домішками чорного і білими плямами. Хутро нижньої частини тіла жовте і коричневе, горло біле. 

## Відтворення
Середній термін вагітності: 75 днів, середній розмір приплоду: 1,5, за рік може бути до трьох приплодів. Новонароджений важить близько 76 грамів, відлучення відбувається на 35 день. Розмірів дорослого досягає за 200 днів. У неволі максимальна тривалість життя становить 11 років. Одомашнюється легко. 

## Загрози та охорона
По всій території поширення гірської каві на неї ведеться інтенсивне полювання заради м'яса. Мешкає у кількох природоохоронних зонах.